# Biserica de lemn din Spătaru

Biserica de lemn din Spătaru, judeţul Olt. Foto: 2009

Biserica de lemn din Spătaru se află în localitatea omonimă din județul Olt, poartă hramul „Adormirea Maicii Domnului” și este databilă cel mai târziu de la începutul secolului 20.  Biserica este înscrisă pe noua listă a monumentelor istorice, LMI 2004:  OT-II-m-B-09030.

## Imagini din exterior

vedere din drum